# Lubin (riba)
Lubin (lat. Dicentrarchus labrax) pripada porodici lubina (Moronidae). Uz obalu Jadrana dobio je tridesetak sličnih i različitih imena. Najrasprostranjeniji naziv je lubin, reč latinskog porekla koja vuče koren iz reči lupus, što znači vuk. Od češćih imena pojavljuju se agač, levrek, brancin, dut, luben, smudut, morski grgeč i dr. Lubin može da naraste do jednog metra dužine, i da dostigne težinu od 14 kg. Po svom izgledu lubin je tipičan grabežljivac. Čvrste je građe, robustan, ali istovremeno izdužene i elegantne linije tela. Pliva vrlo brzo. Glava mu je srednje veličine, s nesrazmerno velikim ustima, na kojima je donja usna blago isturena. Lubin nema velike zube, ali su brojni i veoma oštri. Na škržnom poklopcu ima nekoliko jakih bodlji. Telo lubina pokriveno je malim ljuskama, svetle je olovnosive boje što po stranama prelazi u sivosrebrnastu, a dole u srebrnasto belu. Iznad škržnog poklopca na telu ima crnkastu mrlju. Mladi, a ponekad i odrasli, su gore i po stranama crno istačkani.
Prisutan je uzduž čitave jadranske obale i to na svakoj vrsti dna, u mutnom, slankastom i bistrom, slanom moru. Najčešće se pronalazi oko ušća reka i uvala gde se oseća prisustvo slatke vode iz podmorskih izvora. Obitava u blizini obale, pretežno na malim dubinama od 2 do 5 metara, iako može da ode i do 80 metara u dubinu. Zalazi i duboko u rečne tokove. Vrlo je grabežljiv, radoznao i proždrljiv. Hrani se svim i svačim i nije nimalo probirljiv. Po prirodi je mesožder i najrađe jede kozice, mlade ciple, jeguljice, gavune i olige. Ali ako dođe do nestašice uobičajene hrane, lubin će posegnuti i za algama. Isto tako je poznat kao vrlo lukava i oprezna riba. Živi u malim grupama ili pojedinačno. U vreme mrešćenja skuplja se u jata. Mresti se krajem jeseni i u prvoj polovini zime.
Lovi se lakim mamcem, prutom s koturom, laganim parangalom, a veći primerci se ubijaju harpunom. Za meku (mamac) se koristi crv, crvić, kozica ili račić. Najpoznatija lovišta su izvan zapadne Istre, Novigradsko more, vode oko severnojadranskih ostrva (Silba, Olib i Pag), Šibenski zaliv s Prokljanom, okolina Splita te ušće Neretve. Meso mu je odličnog okusa i vrlo je traženo. Od njega se može dobiti dobra riblja čorba. Priprema se pečen ili kuvan u čorbi s drugim ribama. Osim u Jadranskom moru, naselja lubina nalaze se uz čitavu obalu Mediterana do istočnih obala Atlantika i sve do obala Severnog i Baltičkog mora. Posebno je čest uz obale Engleske i Irske. Danas se lubin uzgaja u ribogojilištima, a Cenmarovo ribouzgajalište kod Kalima je pionir svetskog ranga u uzgoju ove ribe. Preduzeće Cromaris u čijem je sklopu nekadašnji Cenmar, 2015. je jedan od u deset najvećih svetskih proizvođača brancina.

## Taksonomija i filogenija
Vrstu lubin je prvi opisao 1758. goine švedski zoolog Karl Line u njegovom radu Systema Naturae. On mu je dao ime Perca labrax. Vek i po kasnije ova vrsta je klasifikovana pod varijetetom novih sinonima, pri čemu je Dicentrarchus labrax je postao prihvaćeno ime 1987. godine. Ime njegovog roda, Dicentrarchus, izvedeno je iz grčke reči za prisustvo dve analne bodlje, „di” znači dva, „kentron” znači bodlja, i „archos” označava anus. Lubin se prodaje pod mnoštvom imena u različitim jezicima. Na Britanskim ostrvima je poznat kao „evropski bas”, „evropski morski bas”, „obični bas”, „kejpmaut”, „kralj cipli”, „morski bas”, „bela cipla”, „beli losos”, ili jednostavno „bas”.
Postoje dve genetički osobene populacije divljeg lubina. Prva je prisutna u severoistočnom Atlanskom okeanu, a druga u zapadnom Mediteranskom moru. Ove dve populacije su razdvojene relativno uskim rastojanjem u regionu poznatom kao Almerijsko-Oranski okeanografski front, lociran istočno od španskog grada Almeríja. Precizan razlog za postojanje ovog razdvajanja nije poznat, jer samo geografsko razdvajanje verovatno nije dovoljan razlog za odsustvo razmene gena između ove dve populacije. Stadijum larve lubina može da traje do 3 meseca, tokom kojeg perioda ova vrsta ne može dobro da pliva, i stoga čak i male količine protoka vode mogu da transportuju neke individue između ta dva regiona. Osom toga, mladi su sposobni da podnesu promene temperature i saliniteta, a odrasli mogu da migriraju na razdaljine od više stotina milja.

## Rasprostranjenost i stanište
Staništa evropskog lubina uključuju estuare, lagune, obalske vode i reke. Nalazi se u velikom delu istočnog Atlantskog okeana, od južne Norveške do Senegala. Takođe se može naći u celom Sredozemnom moru i u južnom Crnom moru, ali je odsutan u Baltičkom moru. U Crveno more je ušao kroz Suecki kanal kao antilesepski migrant. To je sezonski migratorna vrsta, koja se kreće dalje od zimskog mrestilišta tokom najmanje jednog meseca pre nego što se preseli u svoja letnja hranilišta.

## Ishrana i ponašanje
Evropski lubin lovi koliko tokom dana, toliko i noću, hraneći se malom ribom, polihetama, glavonošcima, i rakovima. Velike ribe koje teže više od 4 kg (8,8 lb) su uglavnom noćni lovci. One se mreste se od februara do juna, uglavnom u priobalskim vodama. Kao mlade su pelagične, ali kako se razvijaju, sele se u estuare, gde ostaju godinu ili dve.

## Ribarstvo i akvakultura

### Lovno ribarstvo
Godišnji ulovi divljeg evropskog lubina su relativno skromni i varirali su između 8.500 i 11.900 tona od 2000. do 2009. godine. Većina prijavljenog ulova potiče iz Atlantskog okeana, a Francuska obično prijavljuje najveći ulov. U Sredozemnom moru, Italija je prijavljivala najveći ulov, ali ju je nadmašio Egipat.
Ova riba je pod sve većim pritiskom komercijalnog ribolova i postala je fokus napora rekreativnih ribolovaca u Ujedinjenom Kraljevstvu za očuvanje. Republika Irska ima stroge zakone u pogledu lubina. Sav komercijalni ribolov ove vrste je zabranjen, a postoji nekoliko ograničenja za rekreativne ribolovce: zatvorena sezona od 15. maja do 15. juna svake godine; minimalna veličina od 400 mm (16 in); i ograničenje ulova od dve ribe dnevno. U naučnom savetu (jun 2013) ističe se da se ribolovna smrtnost povećava. Ukupna biomasa je u opadanju od 2005. Ukupna biomasa pretpostavljena kao najbolji indikator veličine zaliha u poslednje dve godine (2011–2012) bila je 32% niža od ukupne biomase u tri prethodne godine (2008–2010).

### Poljoprivreda
Evropski lubin je bio jedna od prvih riba u Evropi koja se komercijalno uzgajala. Istorijski gledano, uzgajana je u obalskim lagunama i plimnim rezervoarima pre nego što su razvijene tehnike masovne proizvodnje tokom kasnih 1960-ih. To je najvažnija komercijalna riba koja se široko uzgaja u Mediteranu. Grčka, Turska, Italija, Španija, Hrvatska i Egipat su najvažnije poljoprivredne zemlje. Godišnja proizvodnja je bila više od 120.000 tona u 2010. godini. Najveći svetski proizvođač evropskog lubina je Turska.

## Literatura
- Aldo Ivanišević, Sportski ribolov na moru, Zagreb: Mladost. 1987.  978-86-05-00152-3.
- Neven Milišić, Sva riba Jadranskoga mora (prvi dio), Split: Marijan tisak. 2007.  978-953-214-406-2. (sv. 1)
- J. S. Nelson; T. C. Grande; M. V. H. Wilson (2016). Fishes of the World (5th изд.). Wiley. стр. 495—497. ISBN 978-1-118-34233-6. Архивирано из оригинала 08. 04. 2019. г. Приступљено 20. 05. 2023.
- Christopher Scharpf; Kenneth J. Lazara, ур. (9. 3. 2023). „Series Eupercaria  (Incertae sedis): Families Callanthidae, Centrogenyidae, Dinopercidae, Emmelichthyidae, Malacanthidae, Monodactylidae, Moronidae, Parascorpididae, Sciaenidae and Sillagidae”. The ETYFish Project Fish Name Etymology Database. Christopher Scharpf and Kenneth J. Lazara. Архивирано из оригинала 17. 02. 2022. г. Приступљено 24. 3. 2023.
- J-C Hureau. „Dicentrarchus”. Fishes of the Northeast Atlantic and the Mediterranean. Naturalis Biodiversity Center.
- Richard van der Laan; William N. Eschmeyer; Ronald Fricke (2014). „Family-group names of Recent fishes”. Zootaxa. 3882 (2): 001—230. PMID 25543675. doi:10.11646/zootaxa.3882.1.1 .
- J. S. Nelson; T. C. Grande; M. V. H. Wilson (2016). Fishes of the World (5th изд.). Wiley. стр. 495—497. ISBN 978-1-118-34233-6. Архивирано из оригинала 08. 04. 2019. г. Приступљено 20. 05. 2023.
- Ricardo Betancur-R; Edward O. Wiley; Gloria Arratia;  . (2017). „Phylogenetic classification of bony fishes”. BMC Evolutionary Biology. 17 (162). doi:10.1186/s12862-017-0958-3 .

## Spoljašnje veze
- „Dicentrarchus labrax”. Integrated Taxonomic Information System. Приступљено 6. 6. 2006.